# Coppa delle Nazioni 1938
La Coppa delle Nazioni 1938 è stata la 17ª edizione dell'omonima competizione di hockey su pista. Il torneo, organizzato dal Montreux Hockey Club, ha avuto inizio il 15 aprile e si è concluso il 18 aprile 1938.
Il trofeo è stato conquistato dall'Herne Bay United per la 2ª volta nella sua storia.

## Squadre partecipanti
Nazionali
- Belgio
- Italia
- Germania
- Francia
- Svizzera

Club
- Herne Bay United

## Risultati
| Montreux 15 aprile 1938 | Italia | 2 – 0 | Belgio |  |

| Montreux 15 aprile 1938 | Herne Bay United | 4 – 1 | Germania |  |

| Montreux 15 aprile 1938 | Francia | 3 – 6 | Svizzera |  |

| Montreux 15 aprile 1938 | Belgio | 1 – 3 | Svizzera |  |

| Montreux 16 aprile 1938 | Italia | 4 – 0 | Francia |  |

| Montreux 16 aprile 1938 | Herne Bay United | 9 – 0 | Belgio |  |

| Montreux 16 aprile 1938 | Germania | 2 – 1 | Svizzera |  |

| Montreux 17 aprile 1938 | Italia | 3 – 5 | Svizzera |  |

| Montreux 17 aprile 1938 | Herne Bay United | 4 – 2 | Svizzera |  |

| Montreux 17 aprile 1938 | Germania | 4 – 1 | Francia |  |

| Montreux 17 aprile 1938 | Germania | 4 – 4 | Belgio |  |

| Montreux 18 aprile 1938 | Italia | 4 – 0 | Germania |  |

| Montreux 18 aprile 1938 | Herne Bay United | 6 – 0 | Francia |  |

| Montreux 18 aprile 1938 | Herne Bay United | 2 – 3 | Italia |  |

| Montreux 18 aprile 1938 | Belgio | 2 – 4 | Francia |  |

### Classifica finale
| Pos. | Squadra          | Pt | G | V | N | P | GF | GS | DR  |
| ---- | ---------------- | -- | - | - | - | - | -- | -- | --- |
| 1.   | Herne Bay United | 8  | 5 | 4 | 0 | 1 | 25 | 6  | +19 |
| 2.   | Italia           | 8  | 5 | 4 | 0 | 1 | 16 | 7  | +9  |
| 3.   | Svizzera         | 6  | 5 | 3 | 0 | 2 | 17 | 13 | +4  |
| 4.   | Germania         | 5  | 5 | 2 | 1 | 2 | 11 | 14 | -3  |
| 5.   | Francia          | 2  | 5 | 1 | 0 | 4 | 8  | 22 | -14 |
| 6.   | Belgio           | 1  | 5 | 0 | 1 | 4 | 7  | 22 | -15 |

## Campioni
| Vincitore Coppa delle Nazioni 1938 |
| ---------------------------------- |
| Herne Bay United 2º titolo         |